# Nhà thờ chính tòa Girona

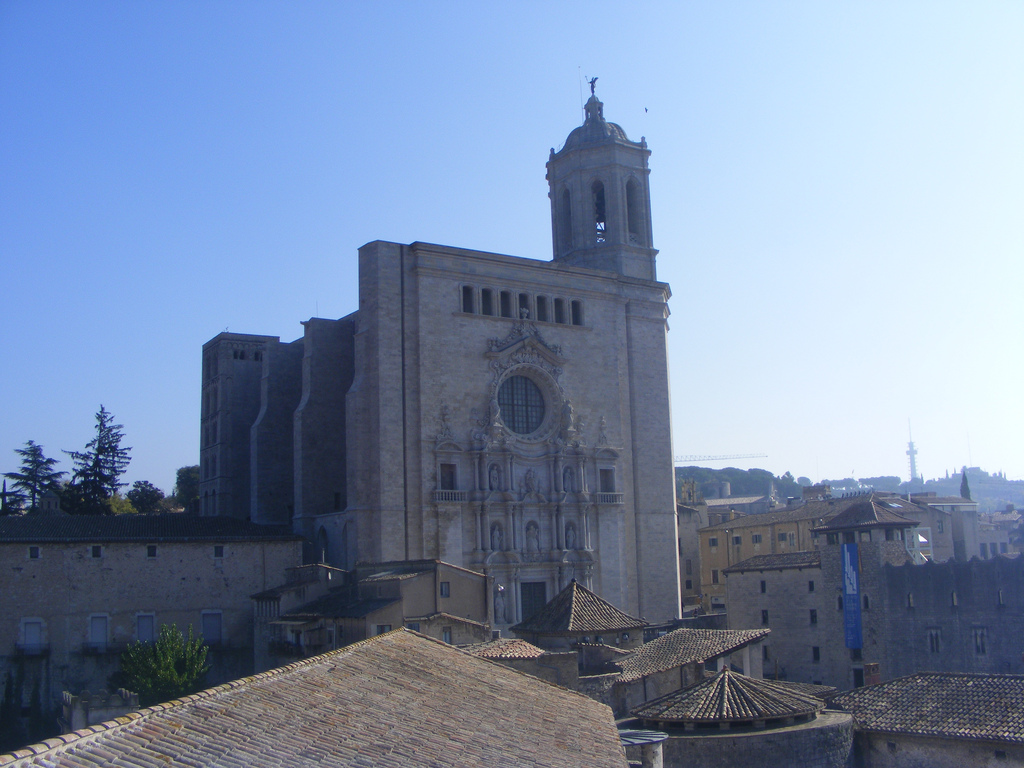
Cảnh nhà thờ chính tòa Girona

Bản vẽ phác thảo nhà thờ.

Nhà thờ chính tòa Thánh Maria thành Girona là nhà thờ chính tòa của Giáo phận Girona, nằm ở Girona, Catalunya, Tây Ban Nha. Nội thất bên trong bao gồm có gian giáo dân kiến trúc Gothic rộng nhất trên thế giới, với chiều rộng 22 mét (72 ft), và nơi rộng thứ hai sau nhà thờ là vương cung thánh đường Thánh Phêrô, chiều rộng của dàn hợp xướng của Reims là 14.65 m, Saint-Étienne de Sens là 15.25 m và 12 m ở Notre Dame de Paris. Việc xây dựng nhà thờ bắt đầu thế kỷ 11 theo kiến trúc Roman, và sau đó tiếp tục vào thế kỷ 13 theo phong cách Gothic.

## Lịch sử
Nhà thờ Công giáo nguyên thủy tồn tại ở đây trước cuộc chinh phục Umayyad của Hispania, sau khi nó chuyển thành thánh đường Hồi Giáo năm 717. Người Frank chinh phục lại thành phố năm 785 dưới Charlemagne, và nhà thờ được cung hiến lại năm 908.

### Nhà thờ chính tòa phong cách Roman
Năm 1015, nhà thờ trong tình trạng đổ nát, Giám mục Peter Roger, con trai của Bá tước Roger I of Carcassonne, khôi phục lại nó từ tiền bán tu viện Thánh Daniel, Girona cho anh rể, bá tước Ramon Borrell, Bá tước Barcelona của Barcelona. Nhà thờ và tu viện của nó được xây cho đến năm 1064, theo kiến trúc Roman. Tháp chuông nhà thờ được hoàn thành năm 1117.

### Nhà thờ chính tòa phong cách Gothic
Dự án thiết kế lại nhà thờ của Pere Sacoma năm 1312 chứa nhiều phức tạp. Sau vài năm do dự, Guillem Bofill và Antoni Canet bắt đầu dự án năm 1416. Thiết kế mới bao gồm gian giữa kiến trúc Gothic lớn, với gian giữa rộng nhất theo kiến trúc này trên thế giới — 22.98 m.

## Hình ảnh

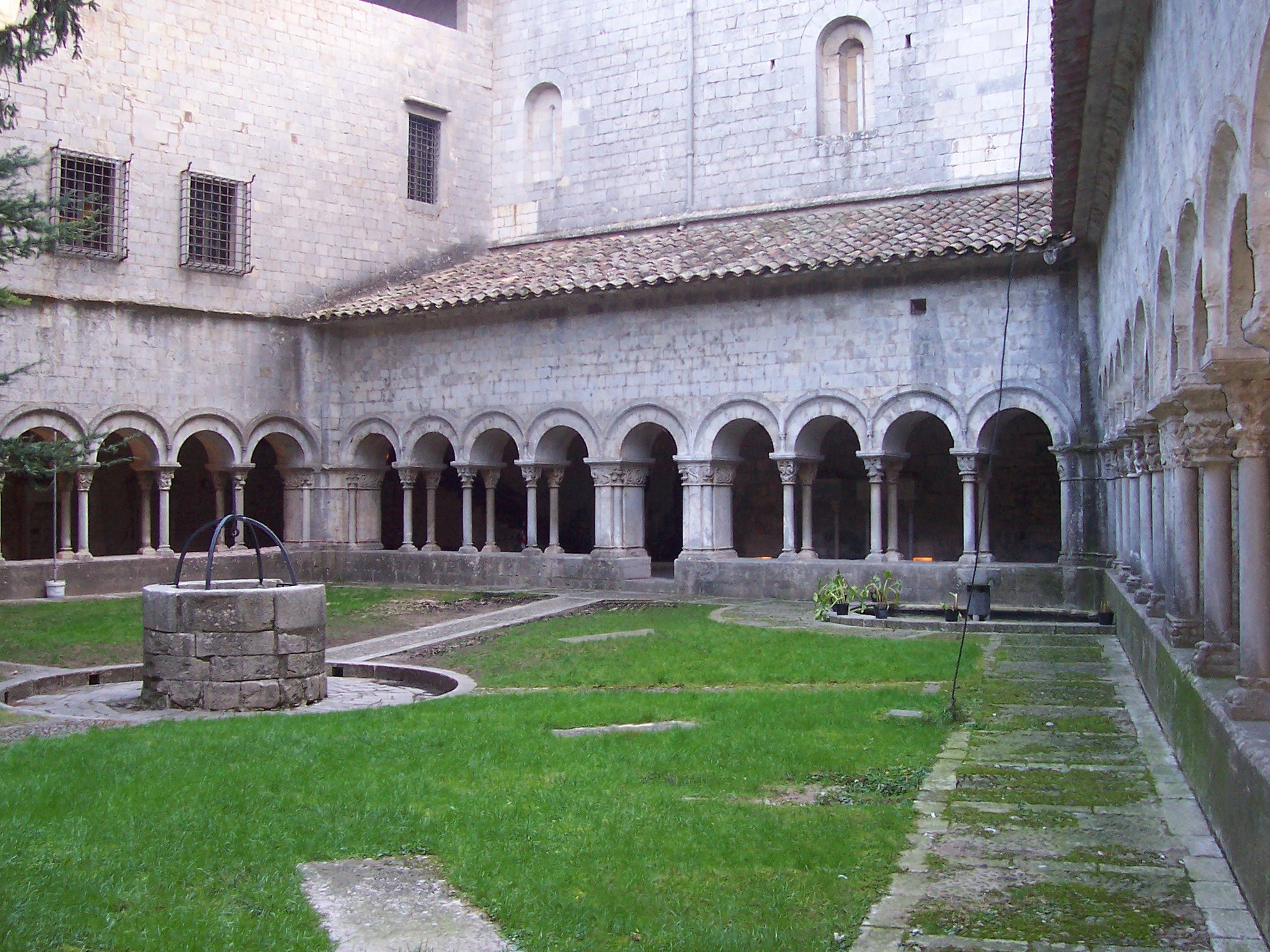
Cảnh tu viện có kiến trúc Roman
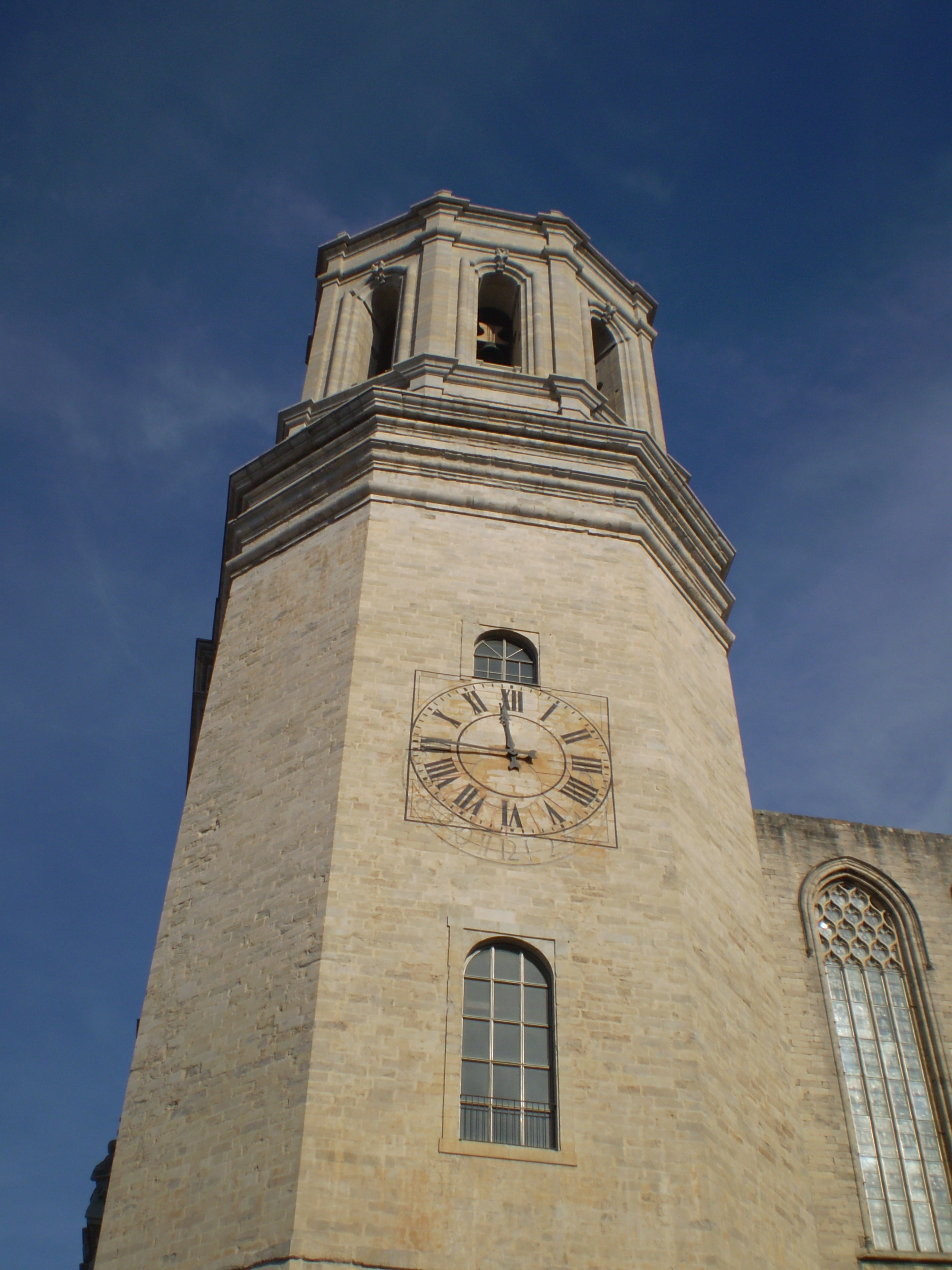
Tháp chuông thế kỷ 18
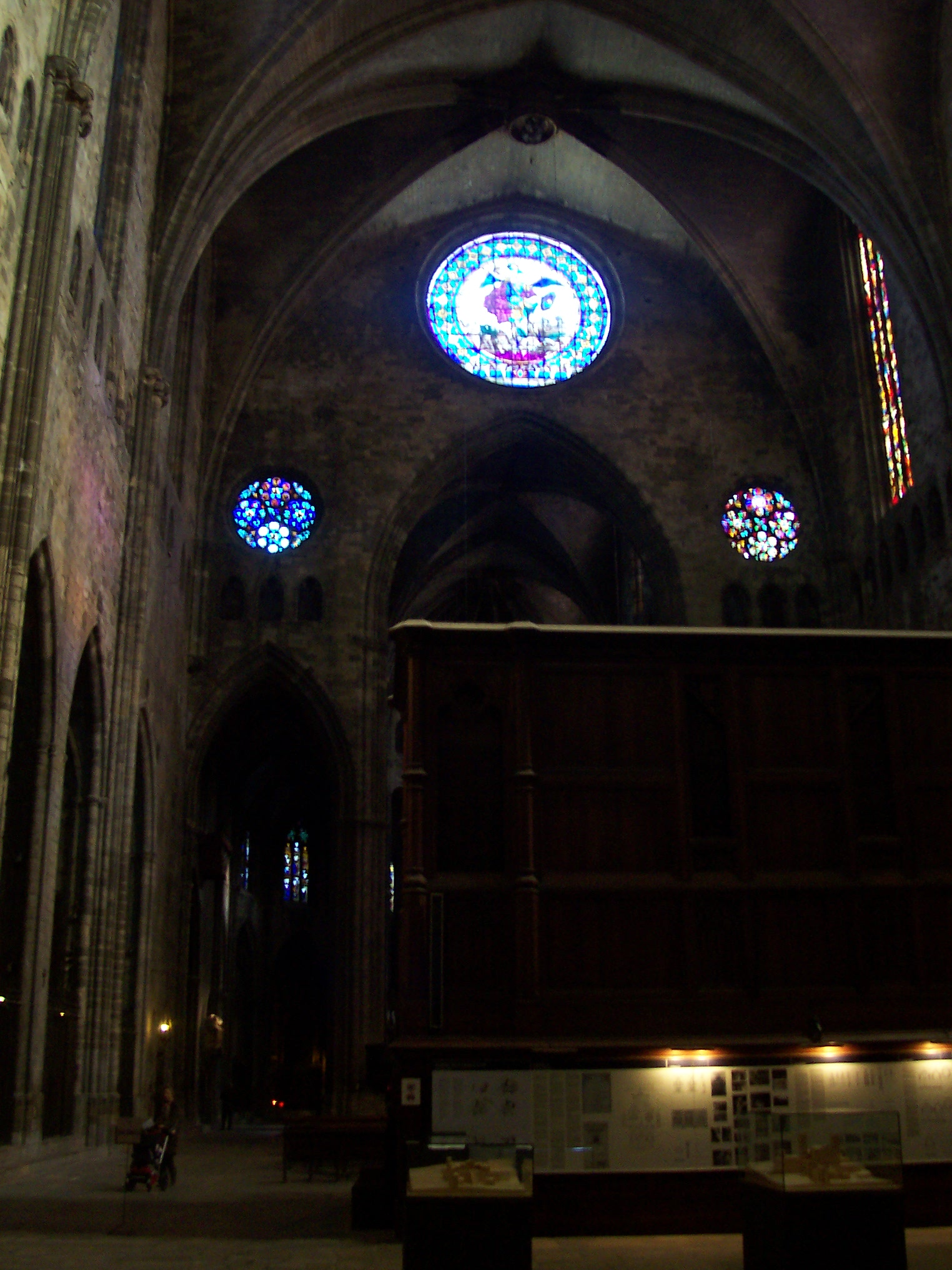
Bên trong nhà thờ
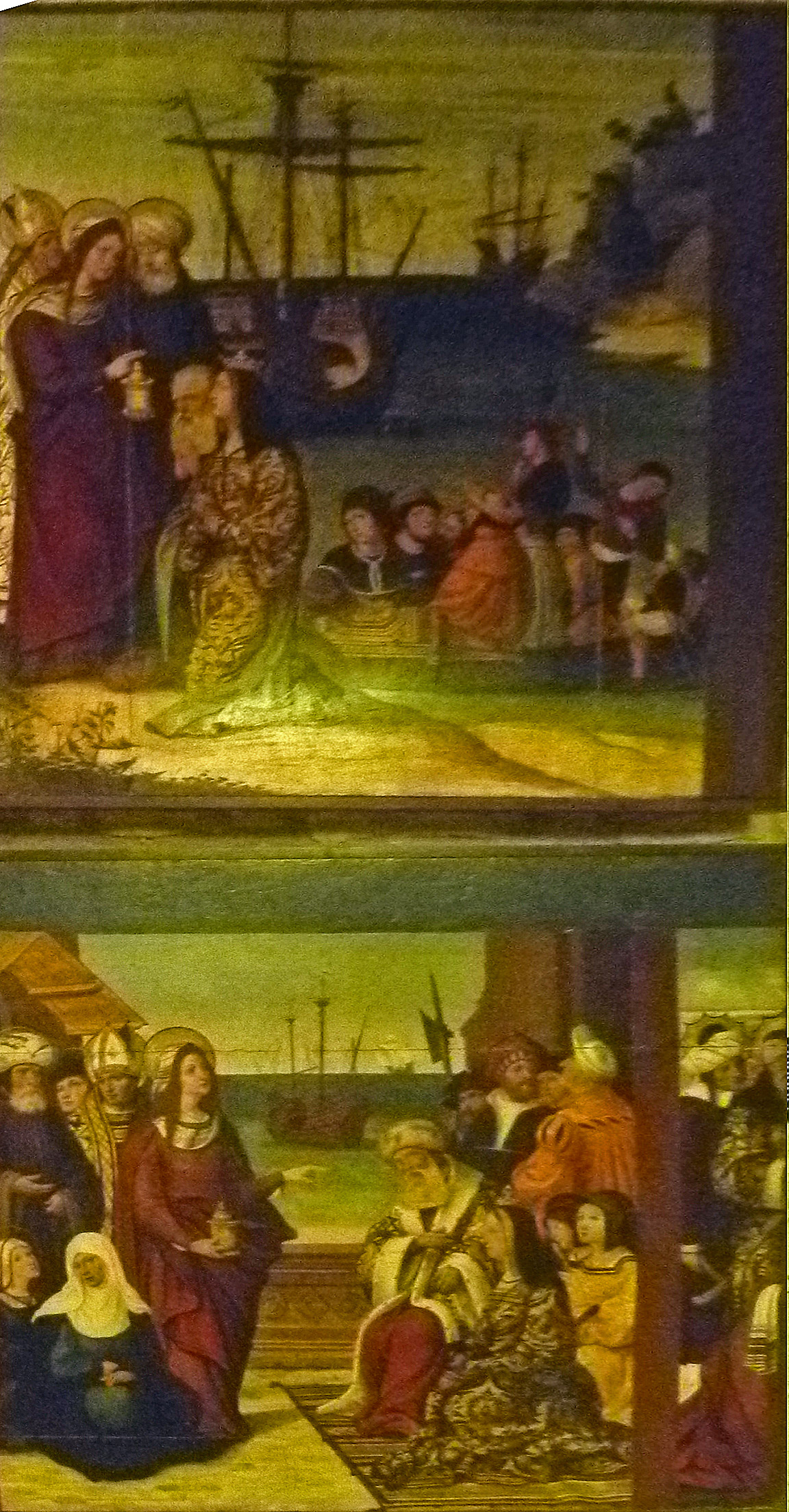
"Retable of Mary Magdalene" bởi Pere Mates
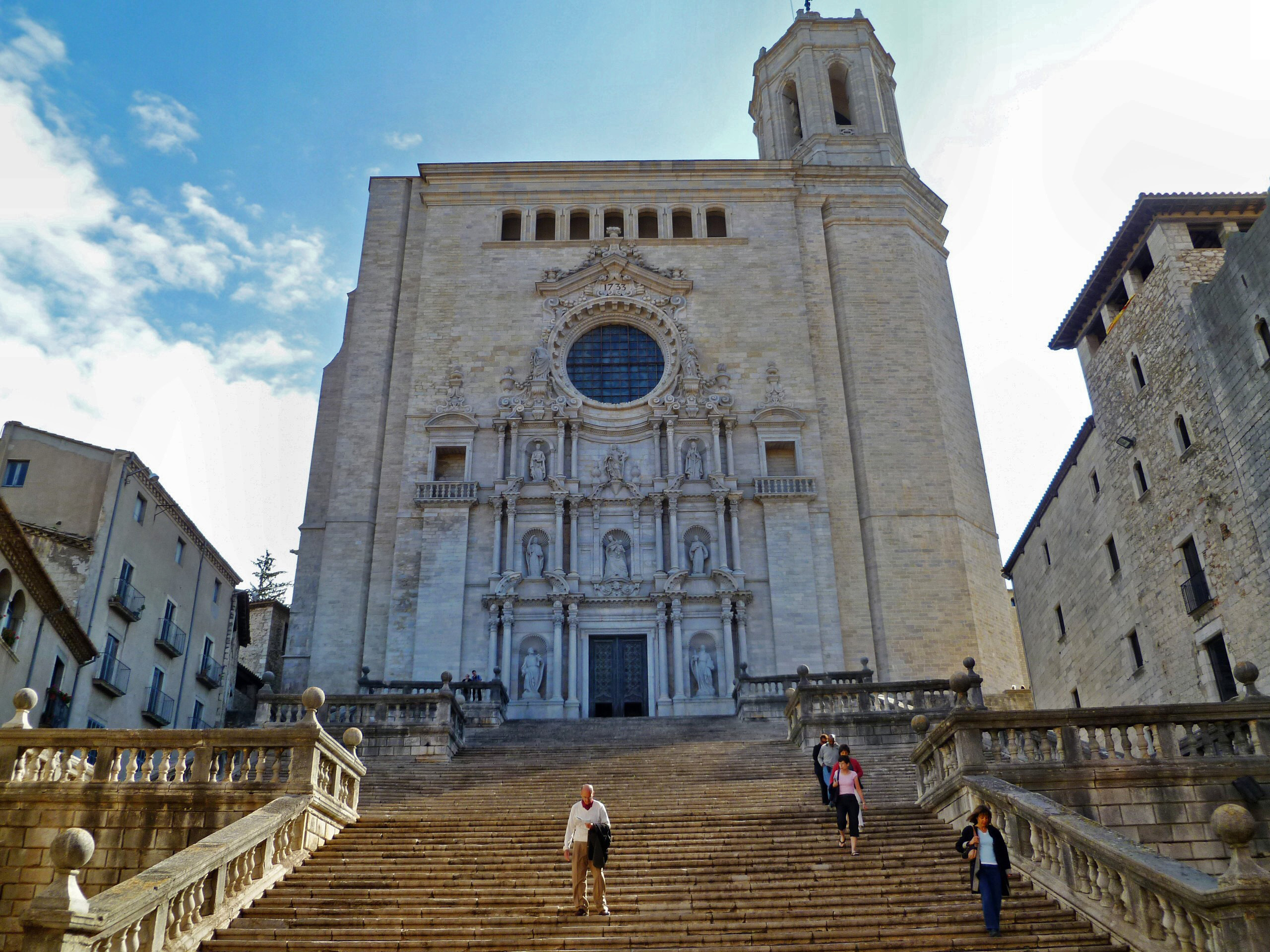
Mặt tiền
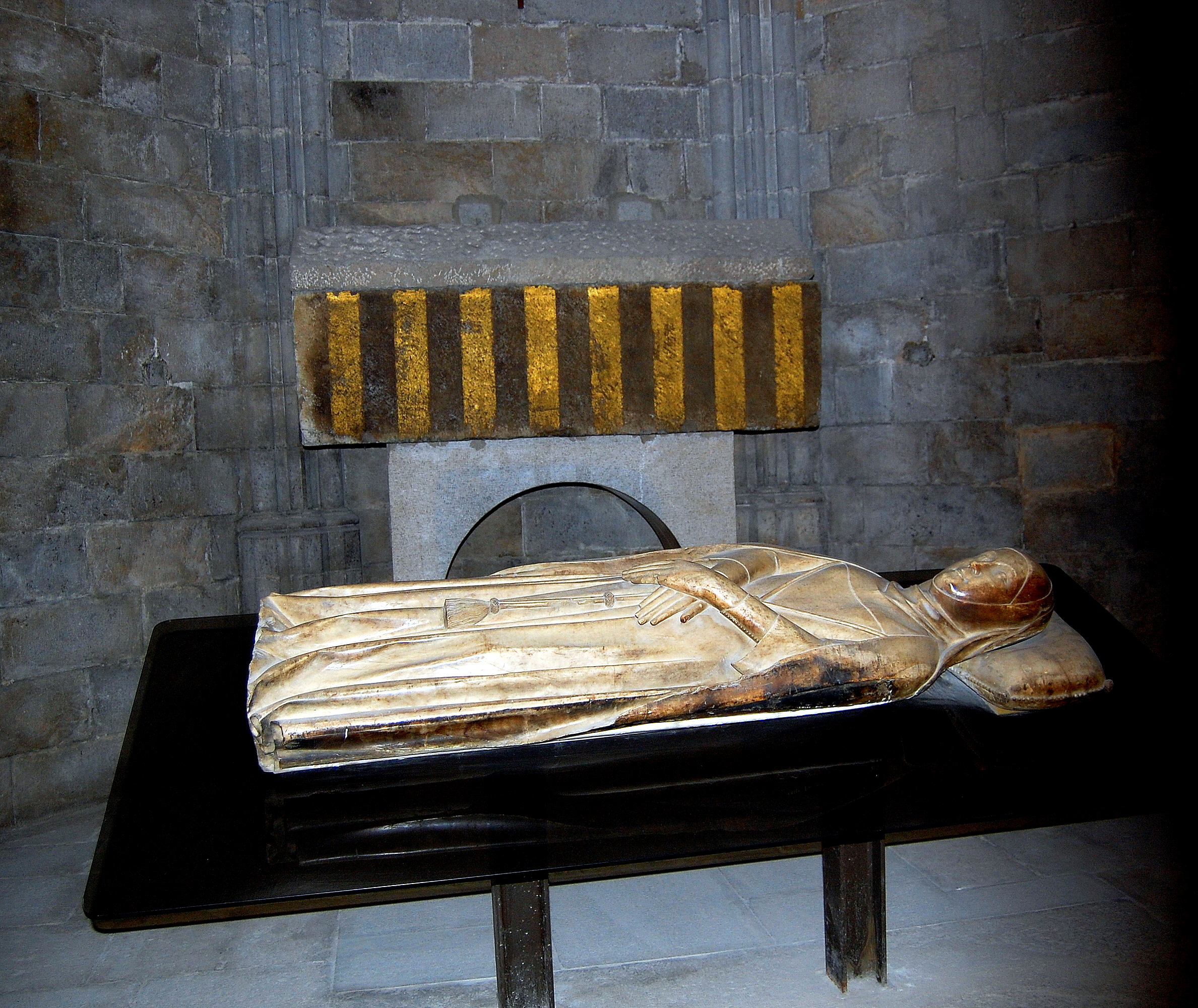
Mộ Comtess Ermessenda của Carcassonne.
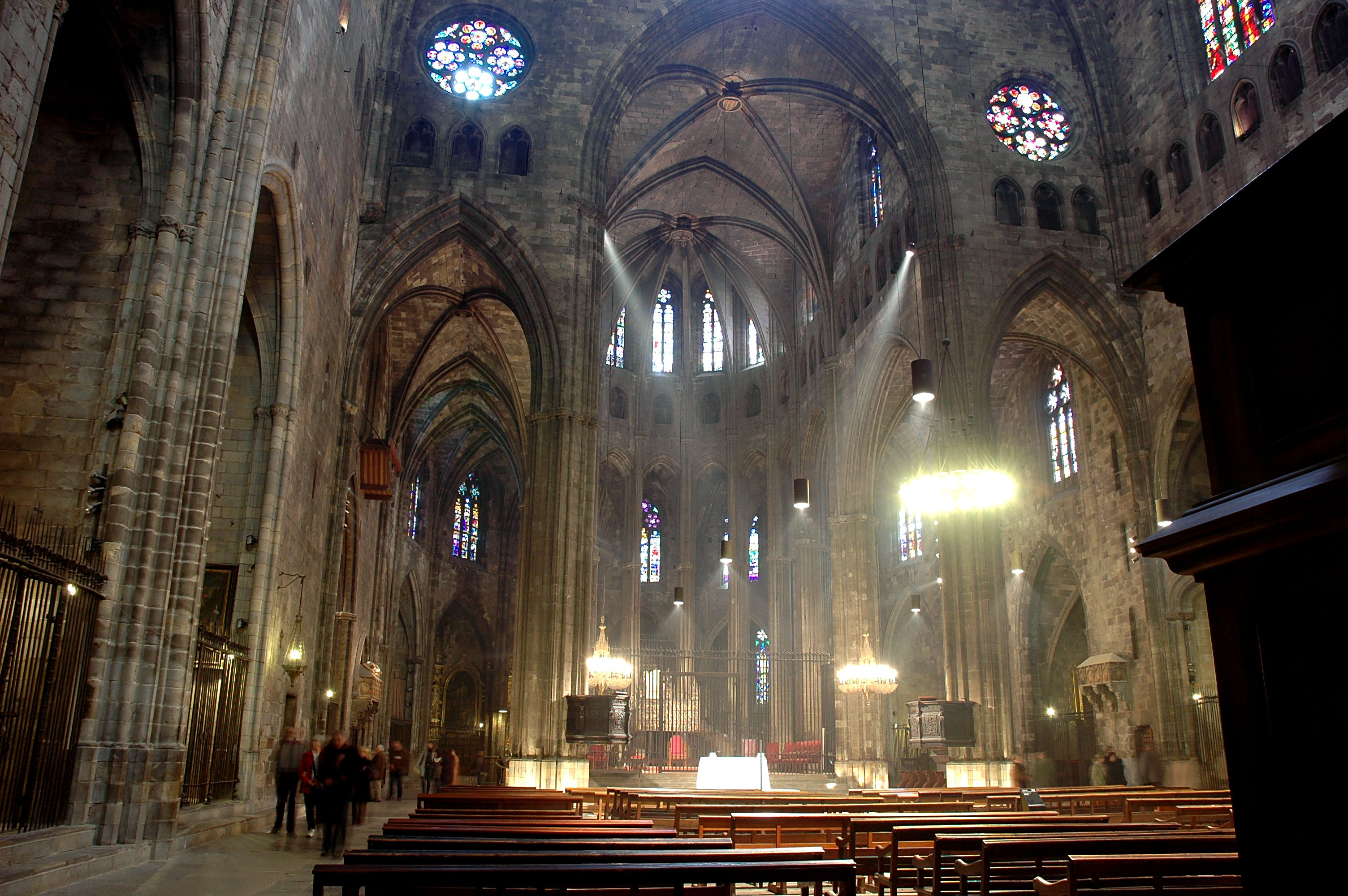
Gian giữa của nhà thờ Santa Maria.
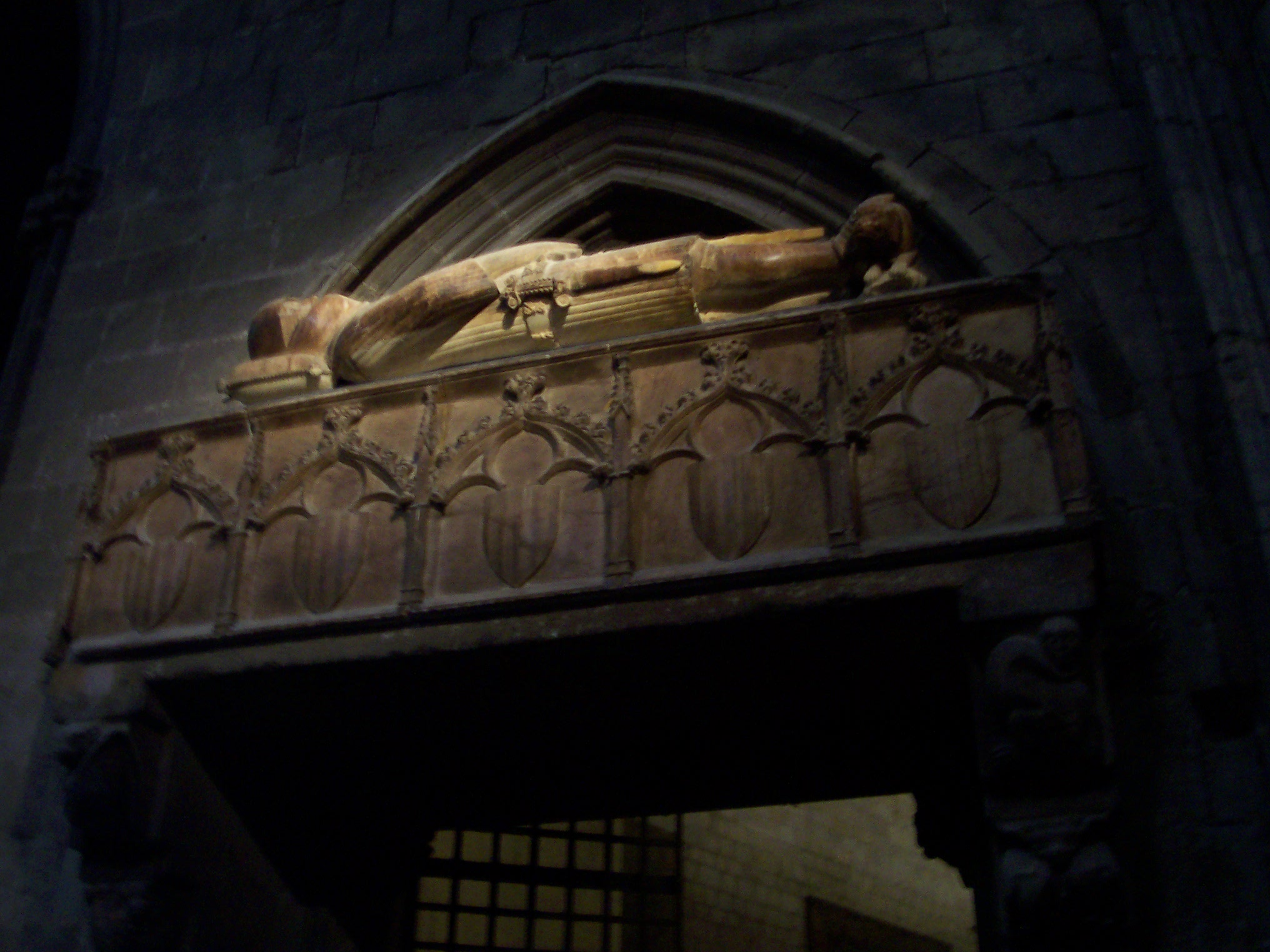
Mộ bá tước Ramon Berenguer II.
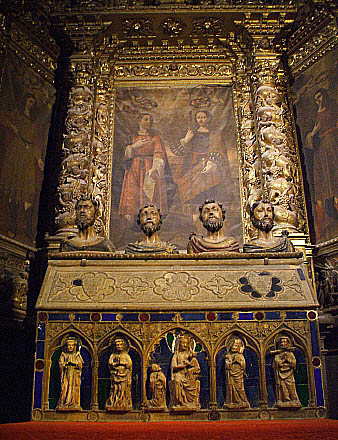
Nhà thờ nhỏ Thánh Tử Đạo của Girona.
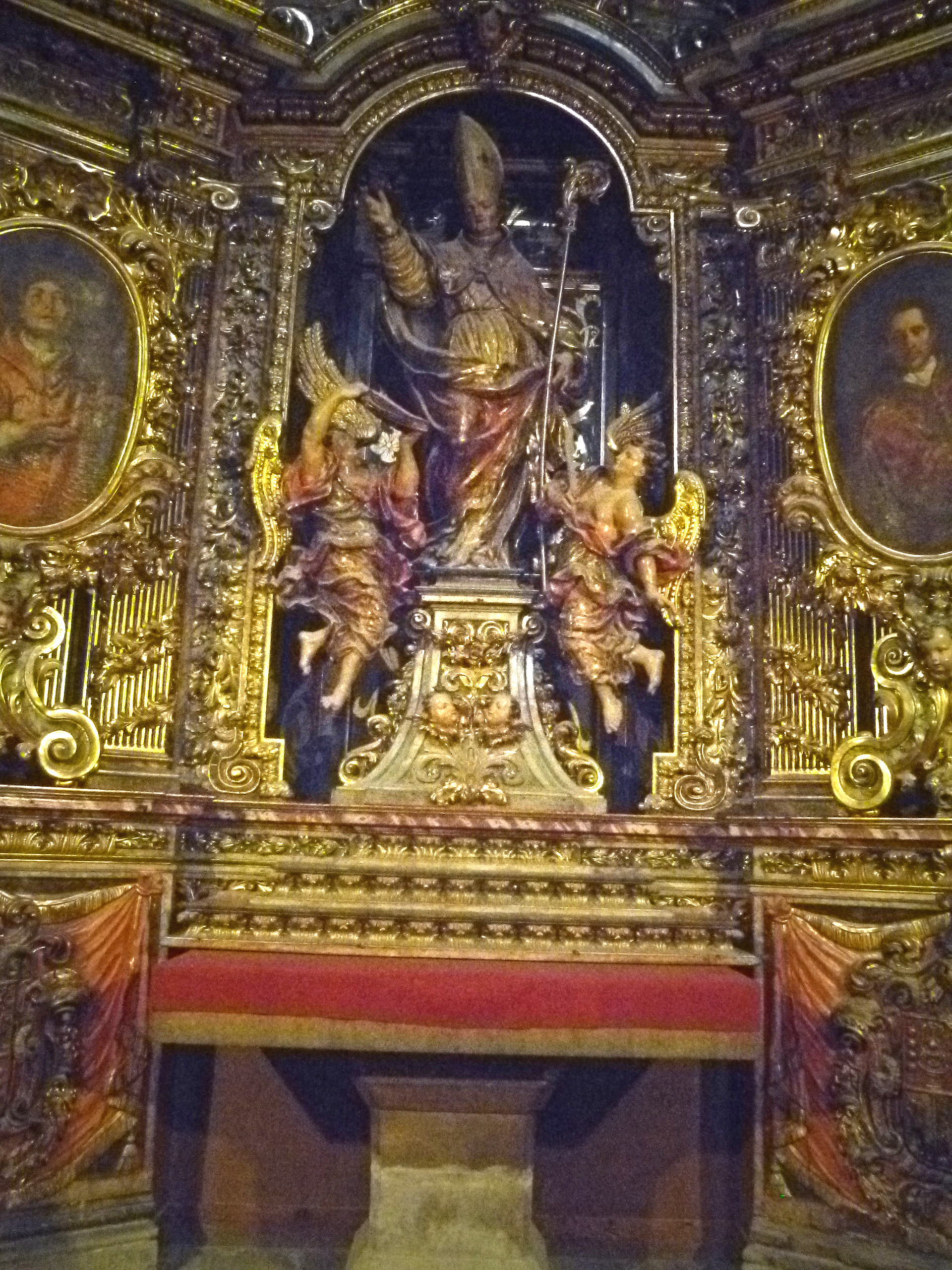
Nhà thờ nhỏ Thánh Andrew, ở nhà thờ chính tòa Girona.
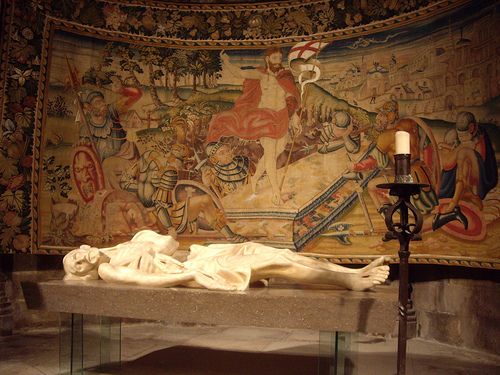
Chúa Ki tô nằm nghiêng, trạm trổ bởi Domènec Fita i Molat.
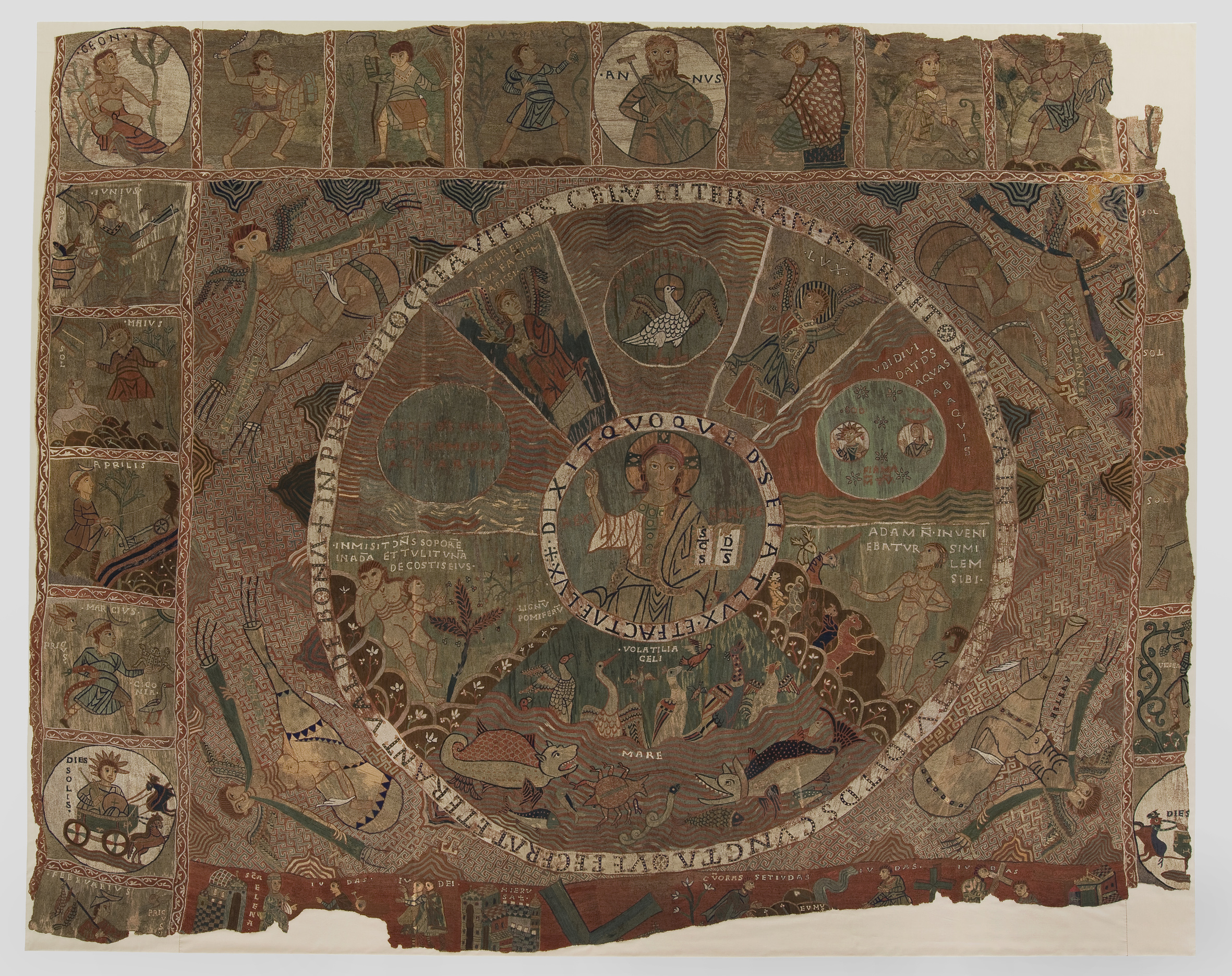
Tapestry of Creation. Một kho bạc của bảo tàng nhà thờ.
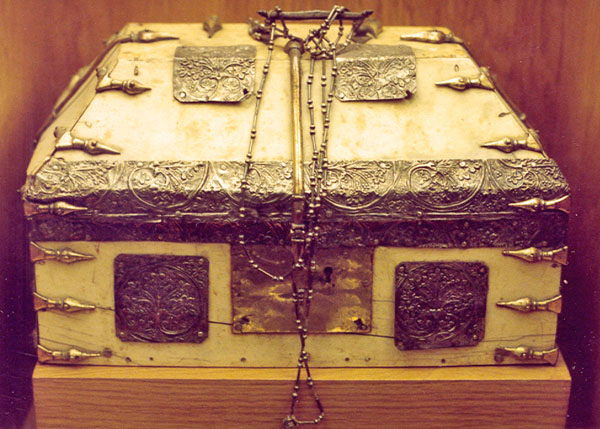
Quan tài bằng ngà. Một kho bạc của bảo tàng nhà thờ.
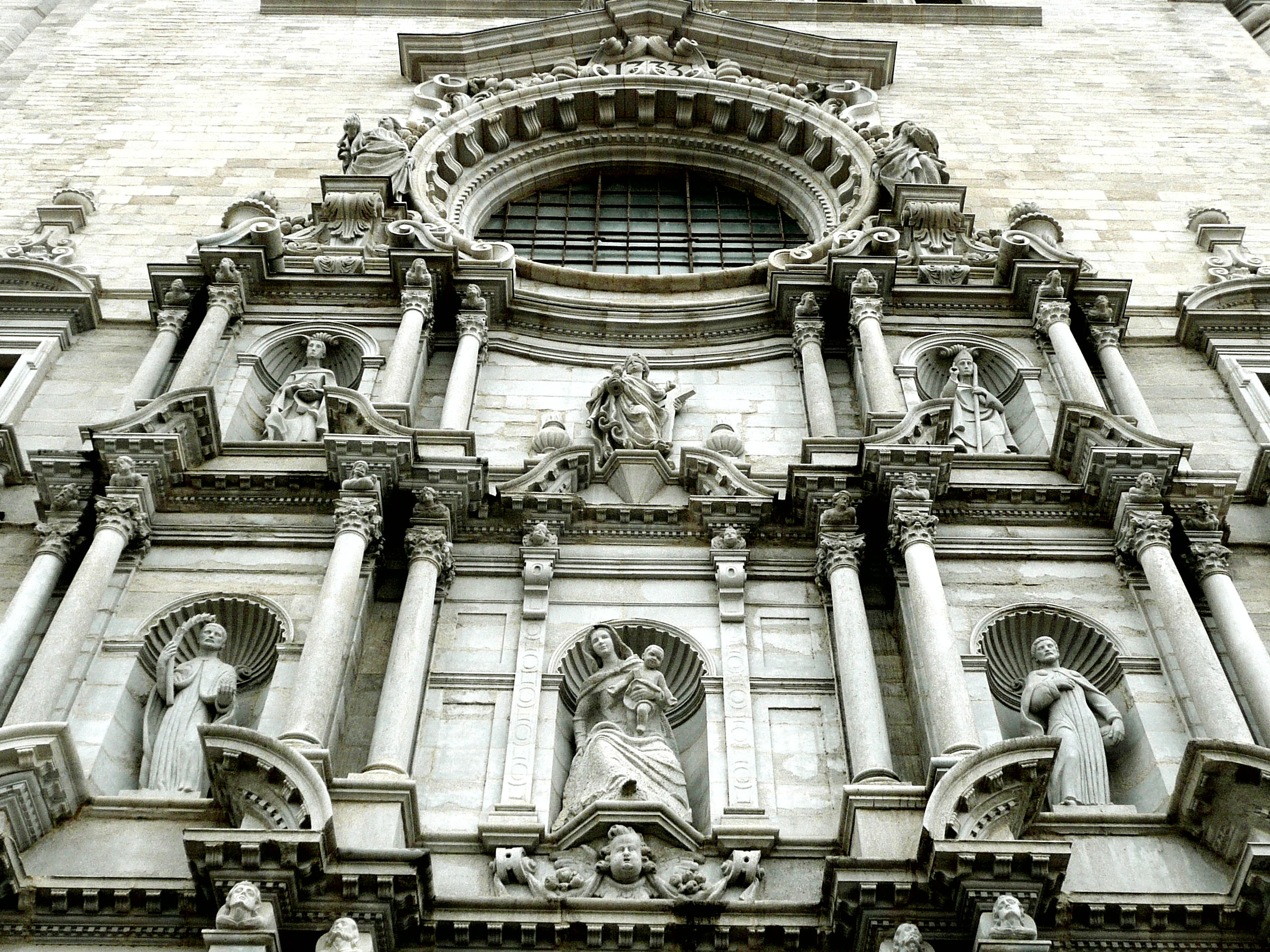
Cảnh phóng gần mặt tiền
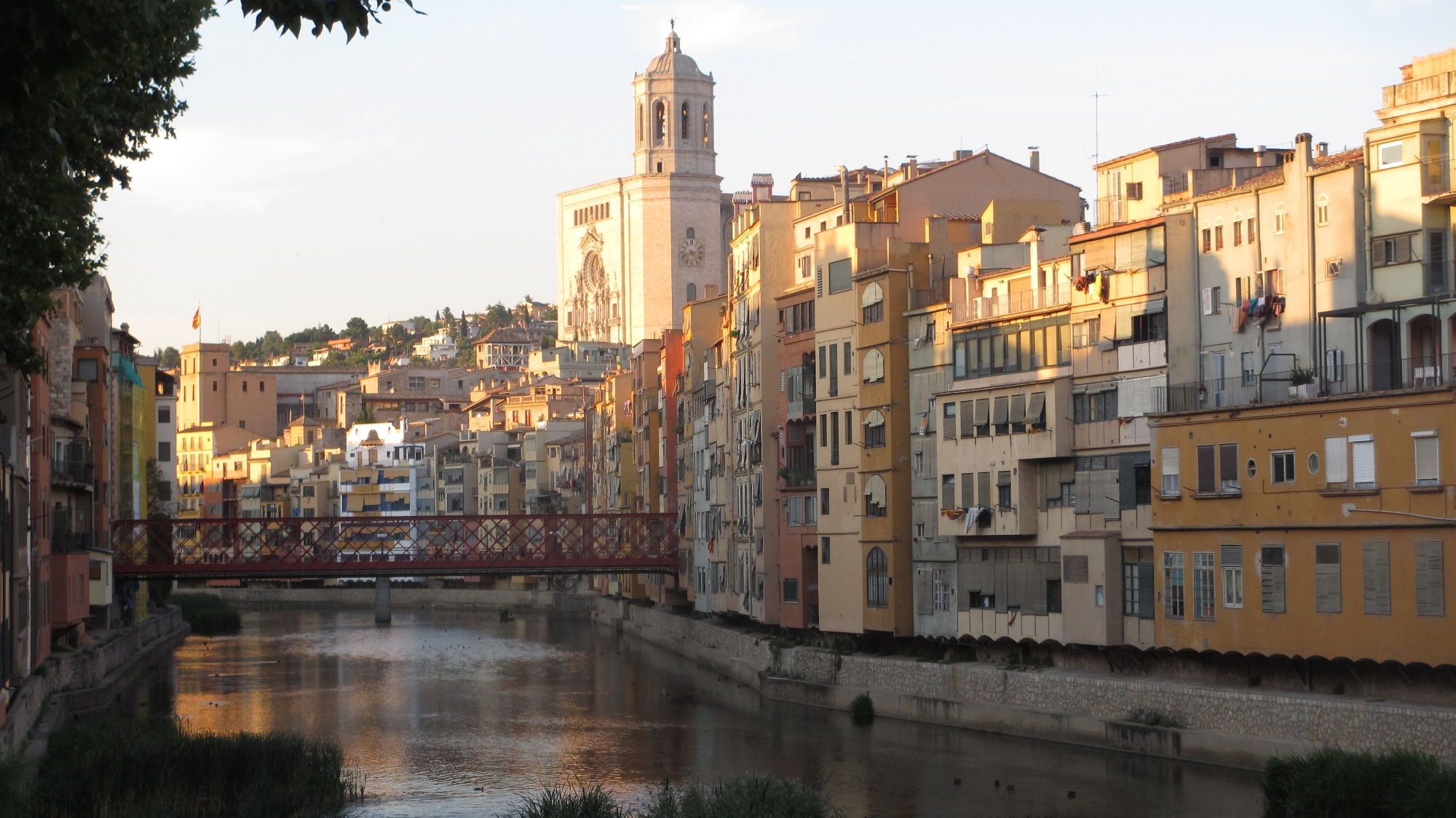
Nhà thờ chính tòa với cầu Eiffel trên sông Onyar ở vườn sau.

## Sách chuyên khảo
- Xavier Barral i Altet, Les Catedrals de Catalunya, 1994, Barcelona, Edicions 62 ISBN 84-297-3823-1
- Xavier Barral i Altet, Vitralls Medievals de Catalunya, 2000, Barcelona, Lunwerg Editores, Institut d'estudis Catalans, ISBN 84-7782-626-9
- Volum 5, Art de Catalunya, 1999, Barcelona. Edicions L'Isard ISBN 84-89931-14-3
- Joaquim Nadal i Farreras, La Catedral de Girona, Ajuntament de Girona. 2002, Lunwerg Editores ISBN 84-7782-939-X
- Bản mẫu:Ref-publicació
- Ramos, M. Lluïsa, Catedrals monestirs i grans edificis religiosos, 2005 Barcelona, SGIT Geoestel SA ISBN 84-96295-15-X